# Marianengraben
Der Marianengraben, auch als Marianenrinne bezeichnet, ist eine Tiefseerinne (Tiefseegraben) im westlichen Pazifischen Ozean, in der mit einer Maximaltiefe von etwa 11.000 Metern unterhalb des Meeresspiegels die tiefste Stelle des Weltmeeres liegt und die ca. 2400 (2500) Kilometer lang ist. Der Wasserdruck beträgt am tiefsten Punkt circa 107 Megapascal (circa 1070 bar). Benannt wurde er wie die Inselgruppe der Marianen nach der spanischen Königin Maria Anna von Österreich.

1) West-Marianen-Rücken
2) Marianenbecken
3) Marianeninseln
4) Marianen-Forearc-Becken
5) Marianengraben

## Geographie
Der Marianengraben ist Teil einer Tiefseerinne, die im Norden von den Alëuten vor Kamtschatka bis nahe zum Äquator reicht. Er verläuft direkt östlich der zu Mikronesien gehörenden Inselkette der Marianen und liegt rund 2000 Kilometer östlich der Philippinen. Mit seiner tiefsten bekannten Stelle von rund 11.000 Metern gilt der Graben als tiefstgelegener Meeresgrund der Erde. Im Norden mündet diese halbkreisförmige Tiefseerinne in den Boningraben, an den sich weiter nördlich der Japangraben anschließt. Im Südosten liegt das Marshallbecken, im Süden die Karolinen, im Südwesten der Yapgraben und im Westen – hinter den Marianen – das Philippinenbecken. Der Marianengraben liegt etwa zwischen 12° und 25° nördlicher Breite sowie 142° und 147° östlicher Länge und hat selbst eine Länge von etwa 2400 Kilometern.
Der Marianengraben ist Teil eines Systems, zu dem außerdem auch der West-Marianen-Rücken, das Marianenbecken (Backarc-Becken), der Marianen-Inselbogen und das Marianen Forearc-Becken gehört. Der West-Marianen-Rücken ist der westliche Rand eines einstigen Inselbogens, der sich vor einigen Millionen Jahren gespalten hat. Dessen beide Teile bewegen sich seitdem mit einer Geschwindigkeit von wenigen Zentimetern pro Jahr voneinander weg, wodurch das heutige Marianenbecken entstanden ist. Auslöser waren die beim Eintauchen des Ozeanbodens in das Erdinnere – den Ort des Marianengrabens – entstehenden Zugkräfte.

## Meerestiefen

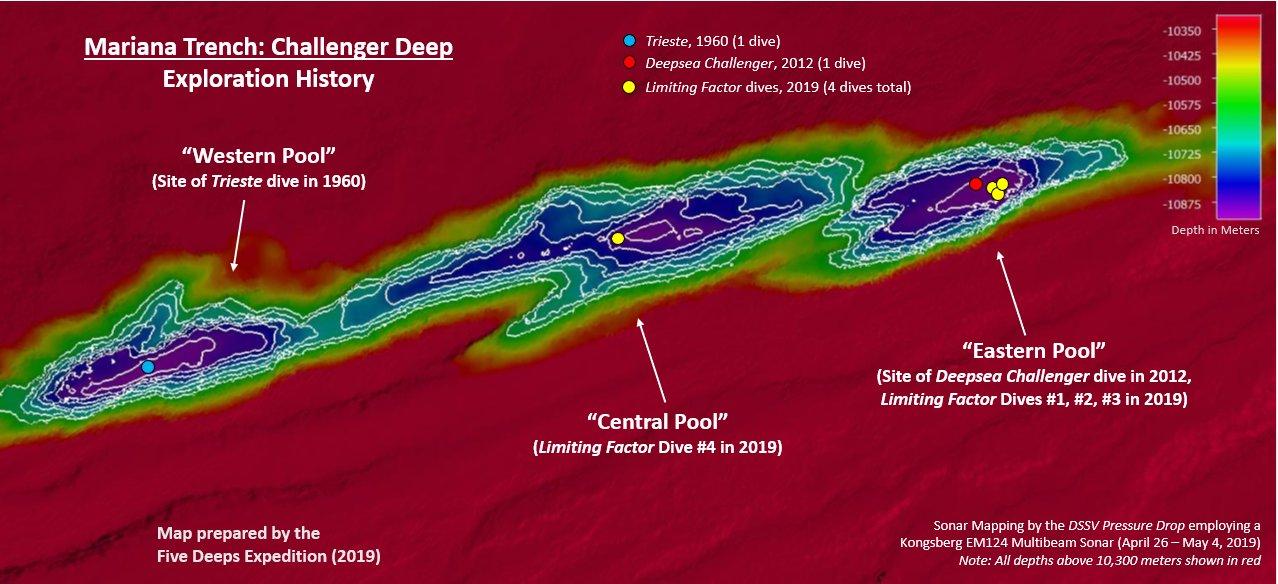
West-, Zentral- und Ostpool
im Marianengraben
Witjastief im Ostpool

Im Marianengraben befinden sich unter anderem diese Meerestiefen:
| Witjastief 1   | 11.034 Meter 10.994 ± 40 Meter 10.984 ± 25 Meter | umstrittene Messung von 1957; demnach tiefste bekannte Stelle des Weltmeers Untersuchung vom 7. Dezember 2011 durch University of New Hampshire revidierte Auswertung der Messdaten. |
| Challengertief | 10.928 Meter                                     | Messungen von Victor Vescovo am 28. April 2019 |
| Challengertief | 10.916 Meter                                     | Messung von dem Schweizer Jacques Piccard und dem US-Amerikaner Don Walsh mit dem Tauchboot Trieste am 23. Januar 1960.                                                              |
| Sirenatief     | 10.714 Meter                                     | Messung von der Hawaii mapping research group (HMRG) in den Jahren 1997 und 2001. |

## Geologie

Querschnitt durch die Marianen-Subduktionszone

Der Marianengraben bildet den östlichen Teil der tief eingeschnittenen Nahtstelle von Philippinischer Platte im Westen und Pazifischer Platte im Osten. Hier subduziert eine ältere ozeanische Platte unter eine jüngere ozeanische Platte. Die Pazifische Platte, welche subduziert wird, ist im Bereich des Marianengrabens über hundertfünfzig Millionen Jahre alt und dementsprechend ist die ozeanische Lithosphäre dort seit ihrer Entstehung sehr schwer und dick geworden (beim Abkühlen nehmen sowohl die Dichte als auch die Dicke der Lithosphäre zu).

## Erforschung des Marianengrabens

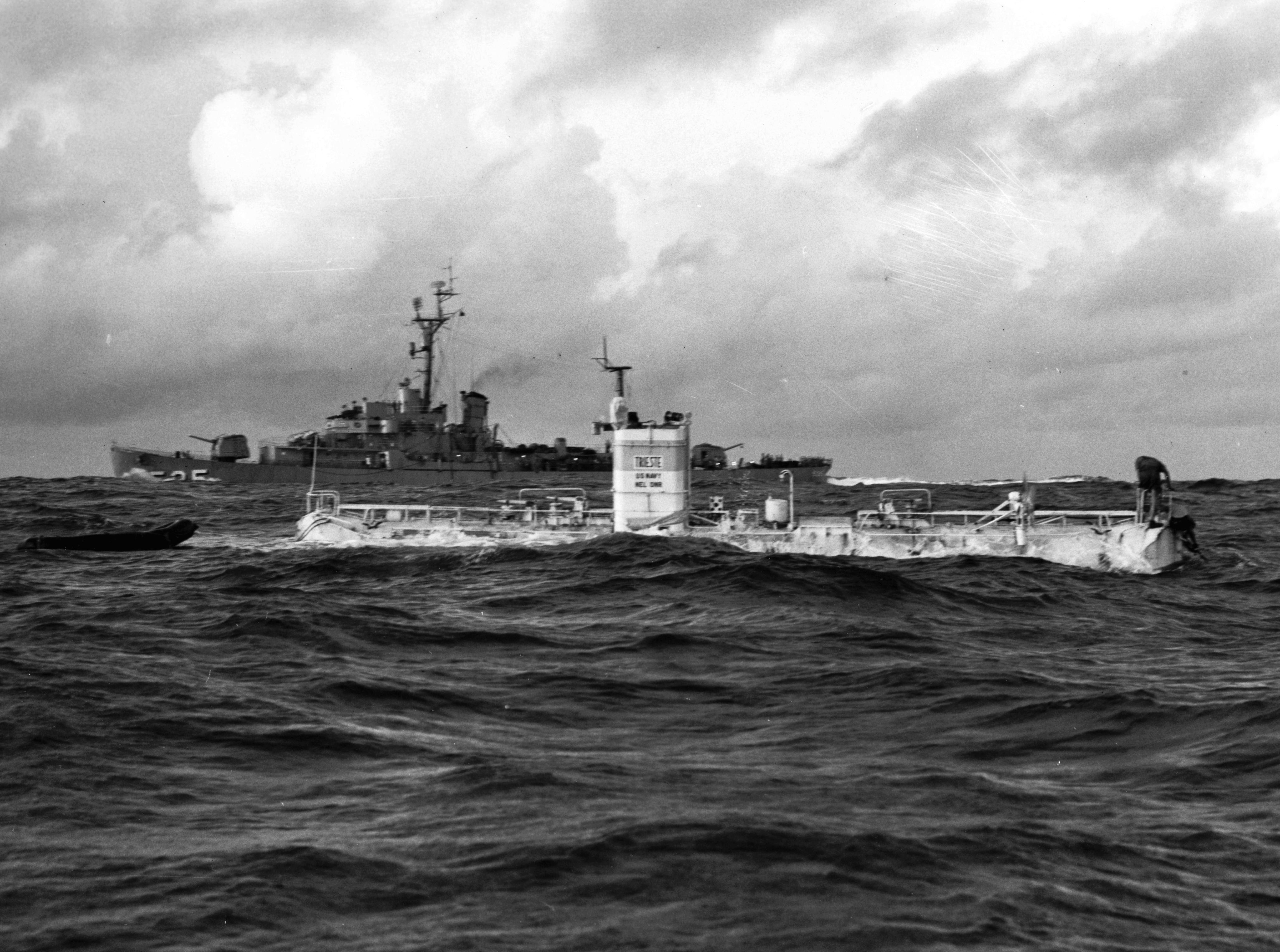
Das Forschungsschiff Trieste kurz vor seinem Tauchrekord (1960)

Am 23. Februar 1875 lotete die Besatzung der Challenger im Marianengraben den mit 8.164 Metern bis dahin tiefsten gemessenen Punkt der Weltmeere aus.
Im Jahr 1899 wurde vom US-amerikanischen Schiff „Nero“ im Marianengraben per Drahtlotung eine Meerestiefe von 9.660 Meter ermittelt.
1951 wurde von der Besatzung des englischen Vermessungsschiffes, welches ebenfalls den Namen Challenger führte, eine Tiefe von 10.899 m mit Echolotung (10.863 Meter per Drahtlotung) festgestellt; dieser Stelle gab man den Namen Challengertief.
Im Internationalen Geophysikalischen Jahr 1957 wurde das Witjastief 1 (11.034 Meter) durch das gleichnamige sowjetische Forschungsschiff im Marianengraben entdeckt.
Am 23. Januar 1960 erforschten der Schweizer Jacques Piccard und der US-Amerikaner Don Walsh die Rinne mit dem Tauchboot Trieste und stiegen dabei auf 10.916 m (Triestetief) ab.
1997/2001 widmete sich die Hawaii Mapping Research Group (HMRG) der Kartierung des Marianengrabens.
2012 drang James Cameron mit dem U-Boot „Deepsea Challenger“ zum tiefsten Punkt des Meeres vor. Er sammelte dort gut drei Stunden lang Daten und filmte die Tiefseewelt (10.898 m). Nach Jacques Piccard und Don Walsh (10.916 m) war Cameron somit der dritte Mensch, der den tiefsten Punkt der Weltmeere erreichte.
Zwischen dem 28. April 2019 und dem 5. Mai 2019 wurden mit dem Tauchboot Limiting Factor vier Tauchgänge im Challengertief absolviert. Am 28. April 2019 erreichte Victor Vescovo die neue Rekordtiefe von 10.928 m.
2018 entdeckten Forscher Mikroplastik im Benthal des Marianengrabens.
Am 10. Oktober 2020 brachen die beiden Schiffe Tan Suo Yi Hao und Tan Suo Er Hao zum Marianengraben auf, um das chinesische Tiefseetauchboot Fendouzhe in den größtmöglichen Wassertiefen zu erproben. Bis zum 28. November 2020 wurden dreizehn Tauchgänge im Marianengraben durchgeführt. Davon führten acht in Tiefen von mehr als 10.000 m. Am 10. November 2020 wurde in 10.909 m Tiefe der Grund im Challengertief erreicht.

## Tiefste bisher bekannte Stelle des Weltmeeres
Es gab verschiedene Messungen der Tiefe, welche unterschiedliche Ergebnisse lieferten. Im Jahr 1875 wurde eine Tiefe von 8.164 m ermittelt. Im Jahr 1899 wurde mit Drahtlotung eine Tiefe von 9.660 m ermittelt. Sowjetische Messungen aus dem Jahr 1957 ergaben Tiefen von 11.034 m mit Echolotung. Diese konnten jedoch nicht reproduziert werden und werden heute von vielen als Messfehler gesehen. Messungen aus dem Jahr 2019 ermittelten eine Tiefe von 10.928 m.
Zuerst galt das Galatheatief im Philippinengraben mit 10.540 Metern Meerestiefe als die tiefste Stelle der Ozeane, seit 1957 hält das Witjastief 1 im Marianengraben mit umstrittenen 11.034 (Echolotung) Metern diesen Titel; zahlreiche Quellen geben als dortige Tiefe 11.022 (Drahtlotung) Meter an. Inzwischen sind einige Zweifel an der Messung aufgekommen. Deshalb ist das Challengertief mit 10.983±6 m unter dem Meeresspiegel im Zentralteil des Tiefs nach einer Messung im Dezember 2014 der tiefste Punkt der Weltmeere, bei dem die Messung als gesichert gilt.

## Tiefseefauna
Im Marianengraben kommt der Tiefseefisch Pseudoliparis swirei vor, der bis 2022 als die am tiefsten vorkommende Fischart galt. Lebende Exemplare wurden in Tiefen von 6198 bis 8098 Metern gefilmt. Ende 2022 wurde jedoch ein Exemplar einer noch unbekannten Art der Gattung Pseudoliparis in 8336 Metern Tiefe im Bonin-Graben entdeckt.

## Sonstiges
Am 18. Januar 2009 wurde der Marianengraben von Präsident George W. Bush zum nationalen Monument der Vereinigten Staaten erklärt.
Im Rahmen einer Vermessung im Jahr 2011, durchgeführt von Geoforschern der University of New Hampshire in den USA mit einem Unterwasserroboter, sollte geprüft werden, ob den USA größere Meeresregionen um die US-amerikanischen Inseln Guam und die nördlichen Marianeninseln zustehen. Die Resultate wurden Ende 2011 veröffentlicht. Eine Meereszone von 200 Seemeilen gehört nach internationaler Anerkenntnis zum jeweiligen Hoheitsgebiet. Die Forscher der Universität haben auf ihren Karten vier Unterwassergebirge identifiziert, die als Verlängerung des amerikanischen Staatsgebietes von Guam und den nördlichen Marianeninseln gelten könnten.